# Luisia teres
Luisia teres är en orkidéart som först beskrevs av Carl Peter Thunberg, och fick sitt nu gällande namn av Carl Ludwig von Blume. Luisia teres ingår i släktet Luisia och familjen orkidéer. Inga underarter finns listade i Catalogue of Life.